# Torsa och Pieni-Torsa
Torsa och Pieni-Torsa eller Torsanjärvi är en sjö i Finland. Den ligger i kommunerna Rautjärvi och Ruokolax i landskapet Södra Karelen, i den sydöstra delen av landet, 260 km nordost om huvudstaden Helsingfors. Torsa och Pieni-Torsa ligger 78,28 meter över havet. Den är 56,1 meter djup. Arean är 15,78 kvadratkilometer och strandlinjen är 46,85 kilometer lång. Sjön  ingår i Hiitolanjokis huvudavrinningsområde.   Den ligger vid sjön Nurmijärvi. I omgivningarna runt Torsa och Pieni-Torsa växer i huvudsak blandskog.